# Opération Dekel

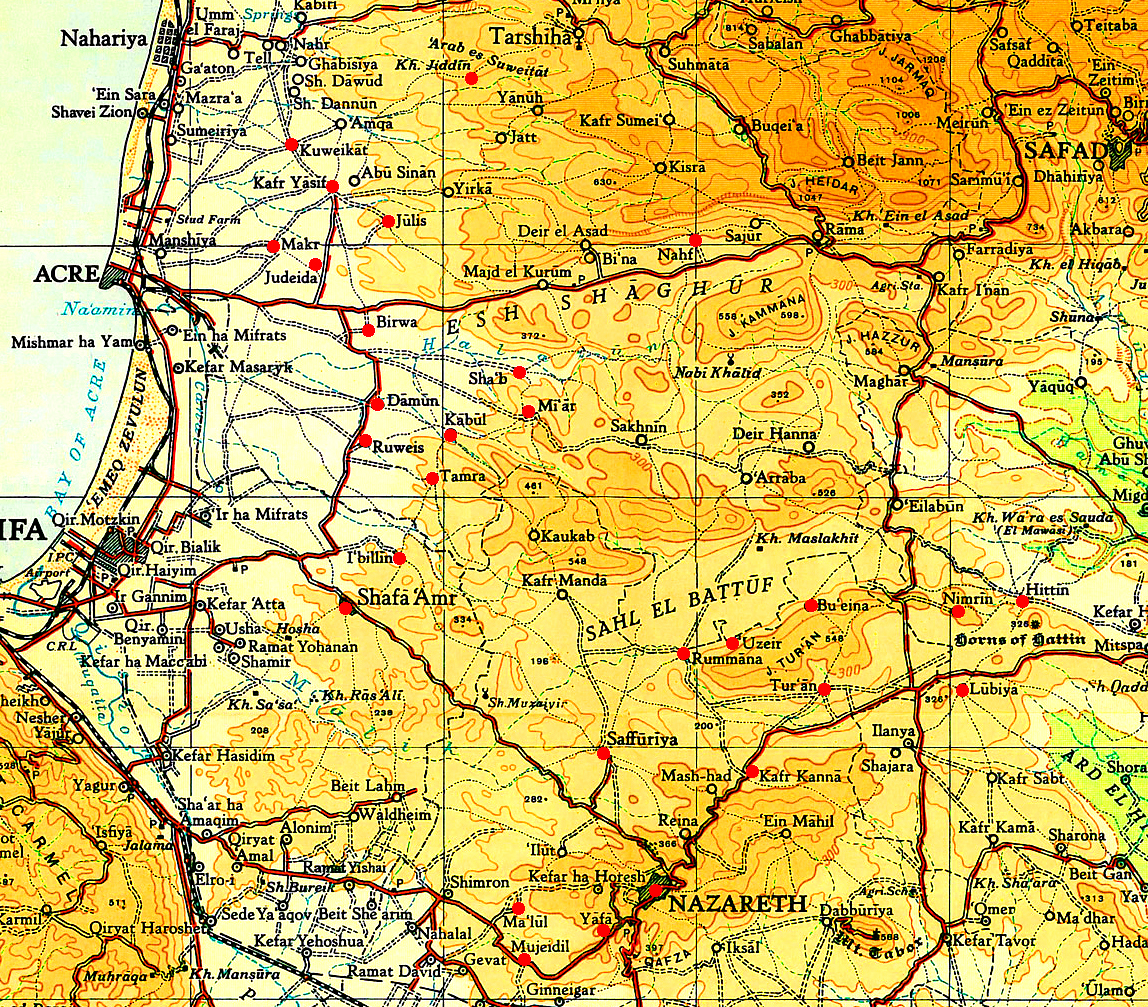
Carte de la région de l'.

L'opération Dekel est une opération militaire israélienne de la guerre israélo-arabe de 1948-1949. Elle fut menée du 8 au 18 juillet sous le commandement de Haïm Laskov (en) Il disposait de la 7e brigade blindée Sheva, sous les ordres du volontaire canadien Ben Dunkelman, du 21e bataillon de la brigade Carmeli et du 13e bataillon de la brigade Golani.
L'opération se déroule en deux phases. Dans un premier temps, à partir du 8 juillet, les troupes israéliennes font mouvement vers l'est depuis Acre vers Nazareth qui est capturée le 16 juillet. Dans une seconde étape, du 15 au 18 juillet, elles s'emparent d'une vingtaine de villages entourant Nazareth.
Le 18 juillet à 19 h, alors que la seconde trêve est déclarée, Israël occupe le sud de la Galilée, de la baie d'Haïfa au lac de Galilée.
Il existe une polémique autour de la conquête de Nazareth. Ben Dunkelman, nommé entretemps gouverneur militaire de la ville, affirme avoir reçu par Haïm Laskov l'ordre de procéder à l'expulsion des habitants de la ville. « Choqué et horrifié », il refuse et exige des ordres venant d'instances supérieures. L'incident remonte jusqu'à David Ben Gourion qui interdit l'expulsion, faisant porter la responsabilité initiale de l'ordre à Moshe Carmel, commandant en chef du front nord. Les habitants de Nazareth ne sont pas expulsés mais Haïm Laskov (en) nomme un autre officier gouverneur pour Nazareth. Les Arabes de Nazareth, principalement chrétiens, sont à la base de la communauté arabe israélienne.